# Söhlde
Söhlde är en kommun och ort i Landkreis Hildesheim i förbundslandet Niedersachsen i Tyskland.  Söhlde har cirka 8 000 invånare.
Söhlde består sedan den 1 mars 1974 av följande orter alla tidigare kommuner:
1. Bettrum
2. Feldbergen
3. Groß Himstedt
4. Hoheneggelsen
5. Klein Himstedt
6. Mölme
7. Nettlingen
8. Söhlde (Gemeindesitz)
9. Steinbrück